# Eternity: Love & Songs
Eternity: Love & Songs, reso graficamente come Eternity ~Love & Songs~, è il primo album discografico di cover (il nono album in studio in totale) della cantante giapponese Koda Kumi, pubblicato nel 2010.

## Tracce
1. Tattoo – 4:18 – Akina Nakamori
2. Love is Over – 5:13 – Auyeung Fei Fei
3. Sweet Memories – 3:51 – Seiko Matsuda
4. Ienai yo (言えないよ) – 5:18 – Hiromi Go
5. 0-ji Mae no Tsunderella (0時前のツンデレラ) – 4:35 – Misono
6. Megumi no Hito (め組のひと) – 3:37 – Rats & Star
7. Be My Baby – 3:17 – Complex
8. Chiisa na Koi no Uta (小さな恋のうた) – 4:50 – Mongol800
9. Wine Red no Kokoro (ワインレッドの心) – 3:56
10. I Love You, Sayonara – 5:04 – The Checkers
11. Swallowtail Butterfly: Ai no Uta (Swallowtail Butterfly 〜あいのうた〜) – 4:44 – Yen Town Band
12. Sayonara no Mukogawa (さよならの向う側) – 5:17 – Momoe Yamaguchi